# Rally de Japón
El Rally de Japón es una carrera de rally disputada en Japón que es prueba válida del Campeonato Mundial de Rally. La prueba se instauró en 2004 y se compitió ininterrumpidamente hasta 2008. En la edición 2008, la prueba pasó de celebrarse en los alrededores de Obihiro a Sapporo, siempre en la isla de Hokkaidō. No se celebró en 2009 pero volvió en 2010.
Las primeras ediciones fueron realizadas sobre tierra en Obihiro y Sapporo en la isla de Hokkaidō, mientras que para su regreso al Campeonato Mundial de Rally el rally paso a realizarse íntegramente sobre asfalto en la ciudad de Toyota perteneciente a la Prefectura de Aichi en la isla de Honshu.
Luego de varios años intentándolo, la prueba debía regresar al WRC para la temporada 2020 pero debido a la pandemia de COVID-19, la prueba fue cancelada, siendo reemplazada por el Rally de Ypres. La edición de 2021 que debía cerrar la temporada también fue cancelada debido al COVID-19, siendo reemplazada esta temporada por el Rally Monza.

## Palmarés
| Año       | Edición                             | Piloto            | Copiloto          | Automóvil              | Series        |
| --------- | ----------------------------------- | ----------------- | ----------------- | ---------------------- | ------------- |
| 2004      | 1st Rally Japan                     | Petter Solberg    | Phil Mills        | Subaru Impreza WRC     | WRC           |
| 2005      | 2st Rally Japan                     | Marcus Grönholm   | Timo Rautiainen   | Peugeot 307 WRC        | WRC           |
| 2006      | 3rd Rally Japan                     | Sébastien Loeb    | Daniel Elena      | Citroën Xsara WRC      | WRC           |
| 2007      | 4th Rally Japan                     | Mikko Hirvonen    | Jarmo Lehtinen    | Ford Focus WRC         | WRC           |
| 2008      | 5th Pioneer Carrozzeria Rally Japan | Mikko Hirvonen    | Jarmo Lehtinen    | Ford Focus WRC         | WRC           |
| 2009      | No se celebró                       | No se celebró     | No se celebró     | No se celebró          | No se celebró |
| 2010      | 6th Rally Japan                     | Sebastien Ogier   | Julien Ingrassia  | Citroën C4 WRC         | WRC           |
| 2011-2019 | No se celebró                       | No se celebró     | No se celebró     | No se celebró          | No se celebró |
| 2020      | Edición cancelada                   | Edición cancelada | Edición cancelada | Edición cancelada      | WRC           |
| 2021      | Edición cancelada                   | Edición cancelada | Edición cancelada | Edición cancelada      | WRC           |
| 2022      | 7th FORUM8 Rally Japan              | Thierry Neuville  | Martijn Wydaeghe  | Hyundai i20 N Rally1   | WRC           |
| 2023      | 8th FORUM8 Rally Japan              | Elfyn Evans       | Scott Martin      | Toyota GR Yaris Rally1 | WRC           |
| 2024      | 9th FORUM8 Rally Japan              | Elfyn Evans       | Scott Martin      | Toyota GR Yaris Rally1 | WRC           |

## Ganadores

### Pilotos
| # | Piloto           | Victorias | Años       |
| - | ---------------- | --------- | ---------- |
| 1 | Mikko Hirvonen   | 2         | 2007, 2008 |
| 1 | Elfyn Evans      | 2         | 2023, 2024 |
| 2 | Petter Solberg   | 1         | 2004       |
| 2 | Marcus Grönholm  | 1         | 2005       |
| 2 | Sébastien Loeb   | 1         | 2006       |
| 2 | Sebastien Ogier  | 1         | 2010       |
| 2 | Thierry Neuville | 1         | 2022       |

### Constructores
| # | Constructor | Victorias | Años       |
| - | ----------- | --------- | ---------- |
| 1 | Ford        | 2         | 2007, 2008 |
| 1 | Citroën     | 2         | 2006, 2010 |
| 1 | Toyota      | 2         | 2023, 2024 |
| 2 | Subaru      | 1         | 2004       |
| 2 | Peugeot     | 1         | 2005       |
| 2 | Hyundai     | 1         | 2022       |